# Sali (Algeria)
Sali (in caratteri arabi: سالى) è una città dell'Algeria facente parte del distretto di Reggane, nella provincia di Adrar.